# Калоша, Иван Иосифович
Иван Иосифович Кало́ша (бел. Іван Іосіфавіч Кало́ша; 18 сентября 1929, Нагорное Барановичского района — 28 октября 2010, Посеничи) — белорусский краевед, создатель музея Я. Коласа (Пинковичи).

## Биография
Родился Иван Иосифович Калоша 18 сентября 1929 в д. Нагорное Барановичского района. После окончания пединститута получил распределение в школу д. Снов Несвижского района учителем белорусского языка и литературы. Спустя несколько лет переехал в Лемешевичи Пинского района, тоже работал в школе. В Пинском районе распространена фамилия Колошва, поэтому встречается написание И. И. Колошва.
В начале 1960-х И. И. Калоша начал работать в Пинковичской средней школе и работал здесь более 20-и лет, до выхода на пенсию. В школе организовал кружок «Молодые классики», в котором занимались ученики, желавшие попробовать себя в литературе.
Краеведением И. И. Калоша увлёкся ещё в Снове, где организовал краеведческий музей, а в Пинковичах это увлечение стало делом жизни. По приезде начал собирать материалы о Я. Коласе и пинском периоде его жизни. Затем добавились магнитофонные записи воспоминаний односельчан, сведения об освобождении Пинска. В ноябре 1990 в Пинковичах состоялось открытие музея Якуба Коласа. До 2003 И. И. Калоша работал директором этого музея.
И. И. Калоша — автор книги о своей родной деревне Нагорное, автор многочисленных публикаций на краеведческую тематику в периодических изданиях, автор неизданной книги «Энциклопедия Пинковичей».
Умер 28 октября 2010, похоронен в Посеничах.
В 2019 году был опубликован его главный труд, краеведческий сборник «Пінкавічы і Вішавічы : мінулае и сучаснае».